# Schizachne
Schizachne is een geslacht uit de grassenfamilie (Poaceae). De soorten van dit geslacht komen voor in Europa, gematigd Azië en Noord-Amerika.

## Soorten
Van het geslacht zijn de volgende soorten bekend: 
- Schizachne callosa
- Schizachne fauriei
- Schizachne komarovii
- Schizachne purpurascens
- Schizachne striata